# Creolophus (киберспортсмен)
Олаф Ундхейм (норв. Olav Undheim; род. 11 июля 1986), также известный под ником Creolophus — норвежский киберспортсмен по Warcraft III за расу Ночных эльфов. Известен выступлениями за британскую команду 4Kings. За карьеру заработал более 45 тысяч долларов. Чемпион World Cyber Games 2007.

## Карьера
Олаф Ундхейм начал свою карьеру с участия в турнирах в родной стране. Одним из крупнейших турниров стал The Gathering, на котором Олаф занял второе место. Через некоторое время игрок стал принимать участие в крупных международных турнирах, таких как World Cyber Games в Сингапуре, а также финал WarCraft III Champions League.
Крупнейшие достижения покорились Creolophus в 2007 году. Сначала Олаф занял второе место на чемпионате Electronic Sports World Cup 2007, после чего заявил об окончании карьеры. Однако через некоторое[какое?] время он вернулся, победив на BlizzCon 2007 и World Cyber Games 2007, где в финале в напряжённой борьбе обыграл двукратного и действующего на тот момент чемпиона Sky. Став чемпионом мира Олаф завершил выступления и посвятил себя учёбе.
Игровой стиль Олафа не отличался оригинальностью. Он сам себя считал макро-ориентированным игроком и полагался на одноразовые стратегии. В большей степени Олаф использовал хорошее знание игры, избегая рискованных тактик.
На протяжении игровой карьеры Олаф Ундхейм выступал за британскую команду Four Kings, одну из ведущих европейских команд (наряду с Meet Your Makers). Через некоторое время после окончания карьеры Олафа, подразделение 4Kings по Warcraft III было распущено из-за проблем с финансированием.

## Достижения
2007 год
- Extreme Masters Season 1 Finals (Германия, Ганновер) — 6662 $
- Dreamhack Summer 2007 (Швеция, Йёнчёпинг) — 570 $
- Electronic Sports World Cup 2007 (Франция, Париж) — 6000 $
- BlizzCon 2007 (США, Анахайм) — 10 000 $
- World Cyber Games 2007 (США, Сиэтл) — 20 000 $